# Missouri Waltz
Missouri Waltz (en español: Vals de Misuri) es la canción oficial del estado estadounidense de Misuri y está asociada con la Universidad de Misuri.

## Historia
El "Missouri Waltz", que originalmente era una canción de minstrel (posteriormente ragtime, antes de convertirse finalmente en country), se convirtió en la canción estatal en virtud de una ley adoptada por la Asamblea General el 30 de junio de 1949. La canción surgió de una melodía que John Valentine Eppel escuchó tocar a Lee Edgar Settle. Settle era un conocido pianista de ragtime y la canción que escribió e interpretó, "The Graveyard Waltz", fue la melodía real del Missouri Waltz. John V. Eppel afirmó haberla escrito, pero en aquel entonces era bien sabido que Lee Edgar Settle, en realidad, la compuso. El Missouri Waltz fue arreglado por Frederic Knight Logan, con letra de James Royce Shannon. Publicado por primera vez en 1914, las primeras versiones populares fueron interpretadas por The Victor Military Band, Prince's Orchestra, Jaudas' Society Orchestra, Elsie Baker, Henry Burr & Albert Campbell y Earl Fuller.  La canción disfrutó de un nuevo éxito en 1939 cuando apareció en la película La historia de Vernon e Irene Castle de Fred Astaire y Ginger Rogers.
Las ventas aumentaron considerablemente tras la llegada de Harry S. Truman, de Missuri, a la presidencia, y se informó que el "Missouri Waltz" era su canción favorita. Sin embargo, al preguntarle sobre sus sentimientos, la Casa Blanca publicó la siguiente respuesta: 

¿Cuál es la actitud del presidente hacia la canción? Puede aceptarla o rechazarla. ¿Es realmente su favorita? No. ¿La toca a menudo? No. ¿Se escucha a Margaret cantarla alguna vez? No. ¿Cuál es la reacción del presidente ante la adopción de la canción por parte de Missouri como canción estatal? Véase la respuesta a la primera pregunta.

Aunque la canción suele asociarse con Harry Truman, el presidente no la declaró su favorita. De hecho, en una entrevista televisiva dijo lo siguiente: «Si me permiten decir lo que pienso, me da igual, pero no puedo decirla en voz alta porque es la canción de Misuri. Es tan mala como el himno nacional estadounidense en cuanto a música se refiere».
La canción fue interpretada a capela por Marideth Sisco para la escena de apertura de la película de 2010 Winter's Bone, protagonizada por Jennifer Lawrence en su papel revelación.
La canción es interpretada por el grupo Marching Mizzou de la Universidad de Misuri en cada partido de fútbol americano en casa, con un estilo de marcha único en compás de 3/4. También la interpreta Mini Mizzou, un conjunto más pequeño compuesto por músicos de Marching Mizzou, en cada partido de baloncesto en casa. Es tradición que el público mueva los brazos de izquierda a derecha durante la primera estrofa y luego aplauda al ritmo del estribillo, tanto en los partidos de fútbol americano como de baloncesto.
En 2019, la cantante Linda Ronstadt informó que el Missouri Waltz «ha sido un gusano de oído en los últimos años».

## Letra
Hush-a-bye, ma baby, slumbertime is comin' soon;

Rest yo' head upon my breast while Mommy hums a tune;

The sandman is callin' where shadows are fallin',

While the soft breezes sigh as in days long gone by.

Way down in Missouri where I heard this melody,

When I was a little child upon my Mommy's knee;

The old folks were hummin'; their banjos were strummin';

So sweet and low.

Strum, strum, strum, strum, strum,

Seems I hear those banjos playin' once again,

Hum, hum, hum, hum, hum,

That same old plaintive strain.

Hear that mournful melody,

It just haunts you the whole day long,

And you wander in dreams back to heaven, it seems,

When you hear that old time song.

Hush-a-bye ma baby, go to sleep on Mommy's knee,

Journey back to paradise in dreams again with me;

It seems like your Mommy is there once again,

And the old folks were strummin' that same old refrain.

Way down in Missouri where I learned this lullaby,

When the stars were blinkin' and the moon was climbin' high,

Seems I hear voices low, as in days long ago,

Singin' hush-a-bye.

#### EnMissouri Waltz:
Adiós, mi bebé, la hora de dormir se acerca;

descansa tu cabeza en mi pecho mientras mamá tararea una melodía;

el hombre de arena está llamando donde caen las sombras,

mientras las suaves brisas suspiran como en días pasados.

Allá en Missouri, donde escuché esta melodía,

cuando era un niño pequeño en el regazo de mi mamá;

los ancianos tarareaban; sus banjos rasgueaban;

tan dulce y baja.

Rasgueo, rasgueo, rasgueo, rasgueo, rasgueo,

Parece que oigo esos banjos sonando otra vez,

Hum, hum, hum, hum, hum, Hum,

Esa misma vieja melodía quejumbrosa.

Escucha esa triste melodía,

Te persigue todo el día,

Y parece que en sueños regresas al cielo,

Cuando escuchas esa vieja canción.

Adiós, cariño, duérmete en las rodillas de mamá,

viaja de regreso al paraíso en sueños nuevamente conmigo;

parece que tu mamá está allí una vez más,

y los ancianos estaban tocando el mismo viejo estribillo.

Allá en Missouri, donde aprendí esta canción de cuna,

cuando las estrellas parpadeaban y la luna subía alto,

parece que oigo voces bajas, como en días lejanos,

cantando canciones de cuna.

Letra original de 1914 (en inglés):

Hush-a-bye, ma baby, slumbertime is comin' soon;

Rest yo' head upon my chest while Mammy hums a tune;

The sandman is callin' where shadows are fallin',

While the soft breezes sigh as in days long gone by.

Way down in Missouri where I heard this melody,

When I was a Pickaninny on ma Mammy's knee;

The darkies were hummin'; their banjos were strummin';

So sweet and low.

Strum, strum, strum, strum, strum,

Seems I hear those banjos playin' once again,

Hum, hum, hum, hum, hum,

That same old plaintive strain.

Hear that mournful melody,

It just haunts you the whole day long,

And you wander in dreams back to Dixie, it seems,

When you hear that old time song.

Hush-a-bye ma baby, go to sleep on Mammy's knee,

Journey back to Dixieland in dreams again with me;

It seems like your Mammy was there once again,

And the darkies were strummin' that same old refrain.

Way down in Missouri where I learned this lullaby,

When the stars were blinkin' and the moon was climbin' high,

And I hear Mammy Cloe, as in days long ago,

Singin' hush-a-bye.

#### Enespañol:
Adiós, mi bebé, la hora de dormir se acerca;

Descansa tu cabeza en mi pecho mientras mamá tararea una melodía;

El hombre de arena está llamando donde caen las sombras,

Mientras las suaves brisas suspiran como en días pasados.

Allá en Missouri, donde escuché esta melodía,

cuando era un Pickaninny en las rodillas de mi mamá;

los negros tarareaban; sus banjos rasgueaban;

tan dulce y baja.

Rasgueo, rasgueo, rasgueo, rasgueo, rasgueo,

Parece que oigo esos banjos sonando otra vez,

Hum, hum, hum, hum, hum, Hum,

Esa misma vieja melodía quejumbrosa.

Escucha esa triste melodía,

te persigue todo el día,

y parece que en tus sueños regresas a Dixie,

cuando escuchas esa vieja canción.

Adiós, cariño, duérmete en las rodillas de mamá,

viaja de regreso a Dixieland en sueños otra vez conmigo;

parece que tu mamá estuvo allí una vez más,

y los negros estaban tocando el mismo viejo estribillo.

Allá allá en Missouri, donde aprendí esta canción de cuna,

cuando las estrellas parpadeaban y la luna subía alto,

y escucho a Mammy Cloe, como en días lejanos,

cantando "hush-a-bye".

## Otras grabaciones notables
- Bing Crosby – grabado el 9 de junio de 1939 con John Scott Trotter y su orquesta.[3]
- The Fontane Sisters – grabado para Musicraft Records en 1946.[4]
- Gene Autry –  grabado en diciembre de 1947 para Columbia Records (catálogo n.° 20524).[5]
- Mance Lipscomb – grabado el 2 de mayo de 1964, publicado en 1993 por Arhoolie Records (catálogo n.° CD 398). Lipscomb aprendió a tocarla de niño, de su padre, violinista.[6]
- Mantovani (en 1962).
- Paul Whiteman – grabado el 21 de septiembre de 1927 con un grupo vocal compuesto por Bing Crosby, Al Rinker, Charles Gaylord, Jack Fulton y Austin Young.[7]
- Perry Como – grabado el 14 de diciembre de 1948.[8]
- Roy Fox y su banda (voz: Al Bowlly) – grabado el 24 de enero de 1931 (Discografía Al Bowlly).
- Johnny Cash – grabado durante su vida y lanzado en 2006.